# NGC 1852
| NGC 1852                                                | NGC 1852                       |
| ------------------------------------------------------- | ------------------------------ |
| Aufnahme des Hubble-Weltraumteleskops                   |                                |
| Aufnahme des Hubble-Weltraumteleskops                   |                                |
| Beobachtungsdaten Äquinoktium: J2000.0, Epoche: J2000.0 |                                |
| Sternbild                                               | Dorado                         |
| Rektaszension                                           | 05h 09m 24s                    |
| Deklination                                             | −67° 46′,6                     |
| Scheinbare Helligkeit (V-Band)                          | 12 mag                         |
| Winkelausdehnung                                        | 2′                             |
| Zugehörigkeit                                           | Große Magellansche Wolke       |
| Geschichte                                              |                                |
| Entdeckung                                              | James Dunlop, 6. November 1826 |
| Katalogeinträge                                         |                                |
| ESO 56-SC71, h 2781, GC 1062                            |                                |

NGC 1852 ist ein Sternhaufen der großen Magellanschen Wolke im Sternbild Dorado. Er wurde am 9. November 1826 von James Dunlop mit einem 9″-Teleskop entdeckt.